# Shrek 3-D
Shrek 3-D (Shrek 4-D) è un'attrazione con filmato 3D dei parchi tematici Universal Studios Hollywood di Universal City in California; Universal Studios Florida di Orlando; Universal Studios Japan di Osaka, Giappone; Movie Park di Bottrop, in Germania; Warner Bros. Movie World nella Gold Coast in Australia; Universal Studios Singapore a Singapore.
L'attrazione è detta "4D" perché viene considerata anche la dimensione "sensoriale", ovvero quella degli effetti speciali che rendono più interattiva la visione: per esempio i sedili della platea si muovono in sincronia con il video laddove bisogna seguire qualche personaggio in movimento, oppure il pubblico in sala viene spruzzato con dell'acqua quando Ciuchino starnutisce, e così via.
Il filmato riprodotto, che cronologicamente si situerebbe tra Shrek e Shrek 2, è stato solo successivamente distribuito in DVD, con gli occhialini stereoscopici bicromatici appositi, mentre viene trasmesso in televisione e sulle piattaforme streaming come Shrek: Il fantasma di Lord Farquaad o Il fantasma di Lord Farquaad (The Ghost of Lord Farquaad).

## Trama

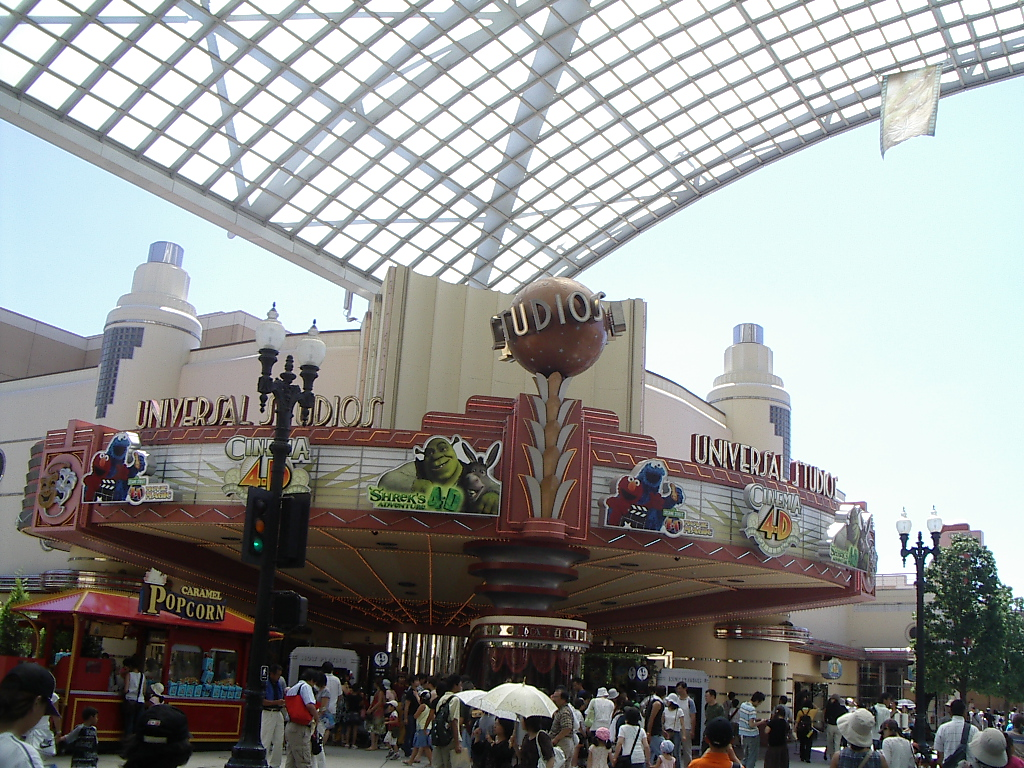
Entrata dell'attrazione a Universal Studios Japan.

Fiona in viaggio di nozze con Shrek viene rapita da Thelonius, boia ed ex-tirapiedi di Lord Farquaad. Quest'ultimo che ora è un fantasma vuole rendere Fiona sua sposa, quindi ordina a Thelonius di ucciderla facendola precipitare da una cascata.
Shrek e Ciuchino partono al loro inseguimento e giungono in un cimitero, dove si trova un'imponente statua di Lord Farquaad mentre combatte contro un drago. Appare il fantasma di Lord Farquaad, il quale anima il drago di pietra ordinandogli di inseguirli e ucciderli. Fortunatamente in loro soccorso arriva la Draghessa compagna di Ciuchino che durante l'inseguimento in un tunnel all'interno di una scogliera, lancia una fiammata aprendo un varco dentro cui entra anche il drago di pietra che però non potendo piegare le ali come la Draghessa le perde spezzandole contro le pareti, successivamente precipitando al suolo nel mare sottostante.
Lord Farquaad fa legare e mettere Fiona su una zattera vicino al bordo di una cascata ma Fiona riesce a sciogliere i nodi e a colpire Thelonius all'inguine, per poi agganciare la zattera ad un tronco. Shrek e Ciuchino arrivano poco dopo, ma la corda si spezza e i tre precipitano dalla cascata; Thelonius che si era aggrappato a un ramo che spuntava dalla cascata, non riesce a trattenere il loro peso e cadono. Lord Farquaad è convinto di averla avuta vinta ma la Draghessa salva in tempo tutti e quattro, poi fa evaporare Lord Farquaad con una fiammata uccidendolo per sempre. Thelonius si pente e diventa buono.
La Draghessa dà a Shrek e Fiona un passaggio all'Hotel Luna di Miele, poi parte con Ciuchino per una luna di miele tutta loro. Shrek e Fiona proseguono i loro festeggiamenti con alcune creature delle favole, Shrek dice «Abbia inizio la luna di miele!», stappa una bottiglia di champagne e il tappo colpisce una delle piccole fate, "lanciandola" contro lo schermo e concludendo il cortometraggio.

## Home video
Il cortometraggio fu inizialmente abbinato al primo Shrek in un'edizione speciale di due dischi DVD contenente Shrek e Shrek 3-D in due dischi separati. Nel 2009 è uscita una nuova versione che abbina il DVD di Shrek 3-D (praticamente identico alla prima edizione) al DVD di Z la formica.